# Chromis planesi
Chromis planesi är en fiskart som beskrevs av David Lecchini och Williams 2004. Chromis planesi ingår i släktet Chromis och familjen Pomacentridae. Inga underarter finns listade i Catalogue of Life.